# Abryna basalis
Abryna basalis är en skalbaggsart som beskrevs av Aurivillius 1908. Abryna basalis ingår i släktet Abryna och familjen långhorningar. Inga underarter finns listade i Catalogue of Life.